# Journal of Perinatology
Das Journal of Perinatology, abgekürzt J. Perinatol., ist eine wissenschaftliche Fachzeitschrift, die von der Nature Publishing Group veröffentlicht wird. Die Zeitschrift erscheint mit zwölf Ausgaben im Jahr. Es werden Arbeiten veröffentlicht, die sich mit gesundheitlichen Fragen der Perinatalentwicklung beschäftigen.
Der Impact Factor lag im Jahr 2014 bei 2,072. Nach der Statistik des ISI Web of Knowledge wird das Journal mit diesem Impact Factor in der Kategorie Pädiatrie an 36. Stelle von 119 Zeitschriften und in der Kategorie Gynäkologie und Geburtshilfe an 28. Stelle von 79 Zeitschriften geführt.